# Positano
Positano (napolità: Positano) és un poble i comune italià de la província de Salern, a la Campània.
És, juntament amb Ravello i Amalfi, el desti turístic més important de la Costa Amalfitana (Costiera Amalfitana).
Part integrant de l'antiga República d'Amalfi, una de les més puixants d'Itàlia durant l'Alta Edat Mitjana, el seu actiu port va entrar en decadència com a conseqüència de la desaparició de la república a causa de les incursions de Roger II de Sicília i els pisans. Durant part dels segles XIX i XX, una part significativa dels habitants de la vila van emigrar als Estats Units per fugir de la pobresa. La sort de el poble va començar a canviar en els anys 1950 gràcies al turisme: un suau clima unit a un entorn bellíssim va propiciar l'arribada de turistes adinerats de tot Europa i els Estats Units.

## Llocs d'interès

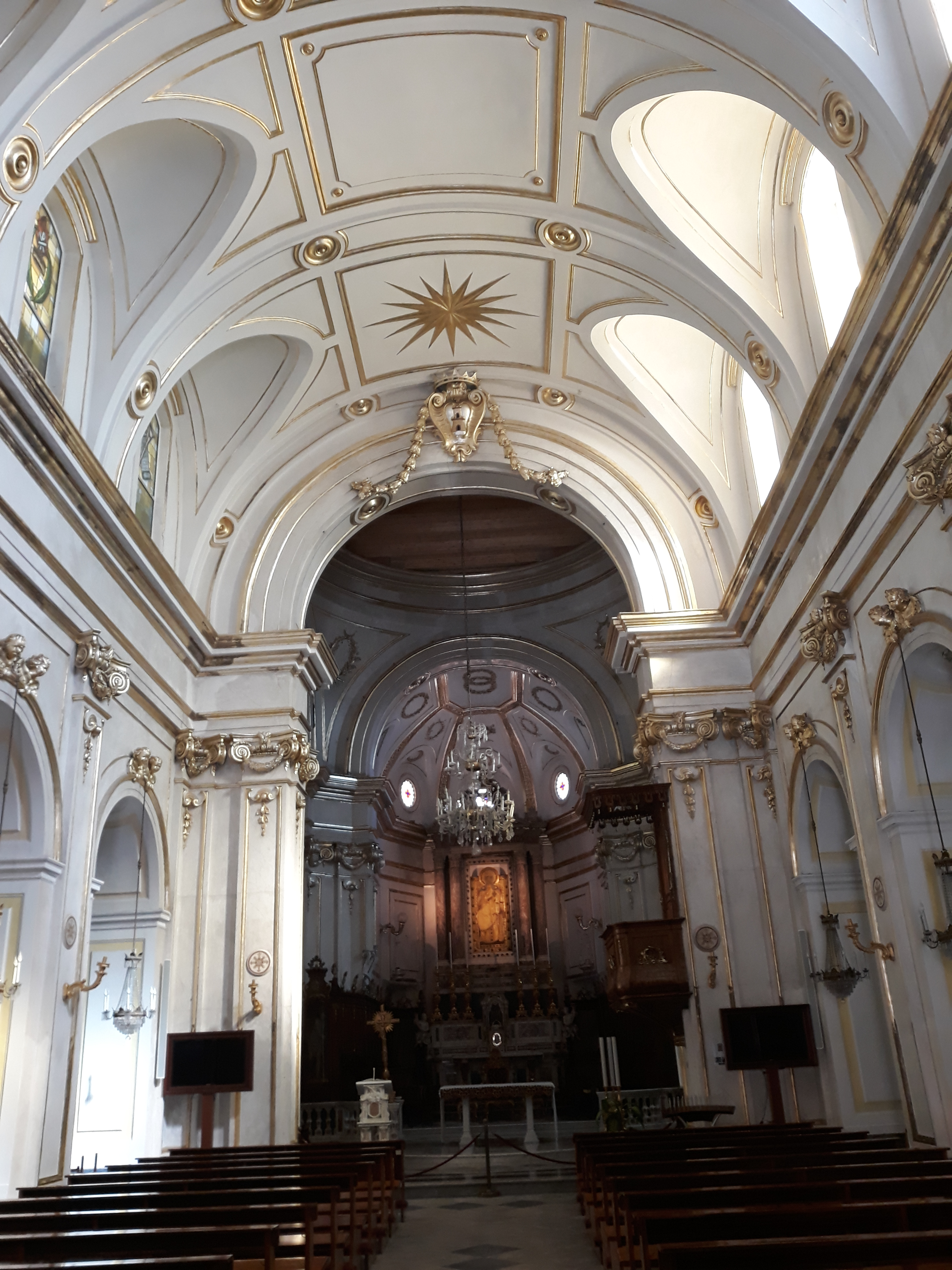
Església de Santa Maria Assunta

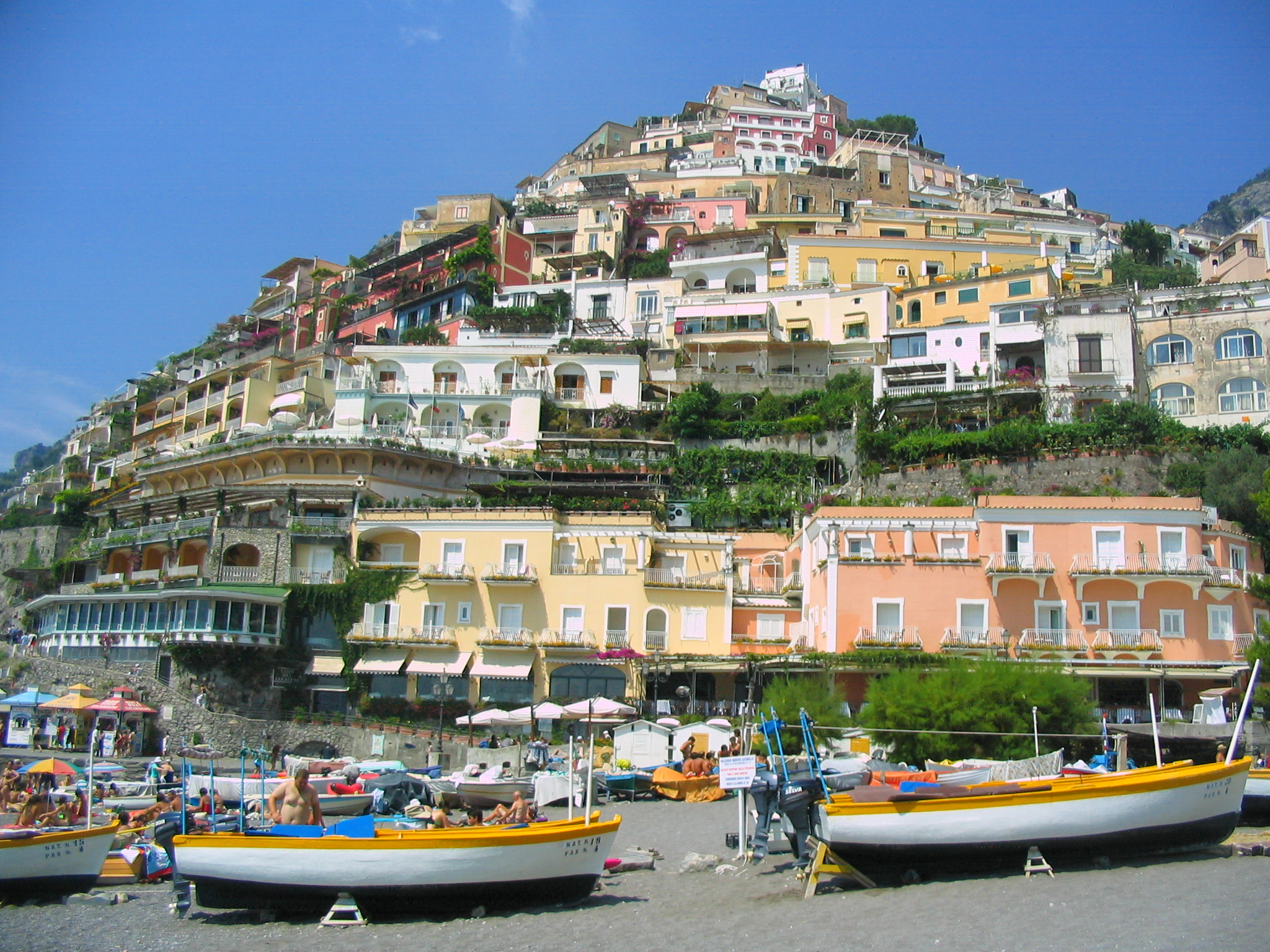
Vista de Positano des de la platja

- Església parroquial de Santa Maria Assunta. La història de l'església està lligada a l’abadia benedictina de Santa Maria que, segons la tradició, es va erigir arran de l’arribada de la icona bizantina de la Mare de Déu Negra, ara situada a l’altar major. L’aspecte actual es remunta a les obres realitzades entre el 1777 i el 1782 i a la restauració dels estucs i daurats realitzada el segle següent. Altres obres importants es remunten al 1982 per adaptar-se a les necessitats de la reforma litúrgica del Concili Vaticà II. El parvis limita al nord amb el campanar i a l'est amb la nova façana de l'església en marbre. El campanar va ser reconstruït el 1707 per un desconegut frare caputxí esmentat en un fragment de làpida (actualment tapiat al mur exterior de l'església, al llarg de la Via Rampa Teglia). A sobre de la porta hi ha un baix relleu medieval que representa un forner i al damunt una placa col·locada el 1902 en memòria de Flavio Gioia de Positano, llegendari inventor de la brúixola, que dona nom a la plaça.
- MAR Positano (Museu Arqueològic Romà) Santa Maria Assunta. El museu,[1] inaugurat el 18 de juliol de 2018, és un jaciment arqueològic. El complex subterrani es divideix en dues criptes i una habitació d'una vil·la romana. Les parets de la sala amb frescs de l’època imperial són l’únic exemple de pintura mural a les vil·les romanes de la costa d’Amalfi. Els colors particularment brillants són una particularitat del lloc. Estan previstos altres treballs arqueològics destinats a la recuperació d'altres estances del complex.